# ソ連国家保安委員会
ソ連国家保安委員会（ソれんこっかほあんいいんかい、ロシア語: Комите́т госуда́рственной безопа́сности СССР（ラテン文字転写：Komitet gosudarstvennoy bezopasnosti）、略称：КГБ〈カーゲーベー〉）は、1954年 3月13日から1991年 12月3日の解散まで存在したソビエト社会主義共和国連邦の情報機関・秘密警察。軍の監視や国境警備も担当していた。
東西冷戦時代にはアメリカの中央情報局（CIA）と一、二を争う組織であったが、ソビエト連邦の崩壊と同時に共和国間保安庁（現在のロシア連邦保安庁）、中央情報庁（現在のロシア対外情報庁）、国境警備・保護委員会（現在のロシア国境軍）などに権限を移行した。日本での略称は КГБ を翻字した KGB（露: カーゲーベー、英: ケージービー）が使われる。

## 歴史

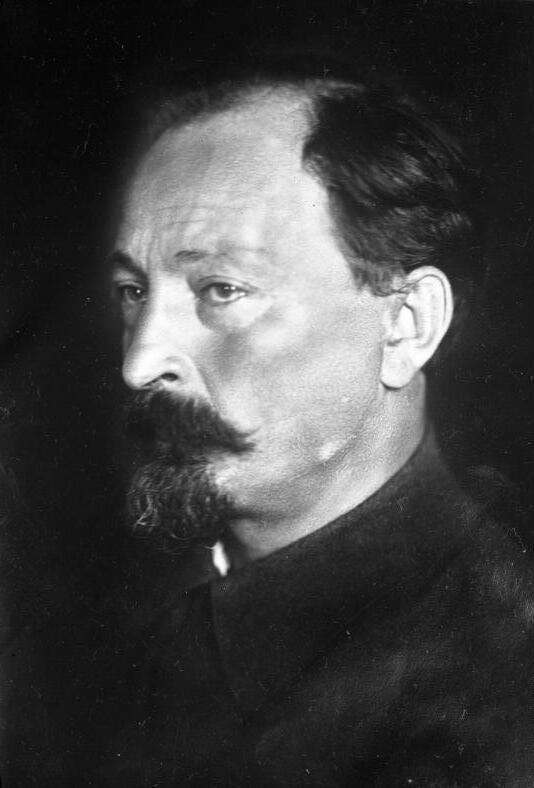
初代チェーカーの議長のフェリックス・ジェルジンスキー

KGBの始祖となる組織は、反革命・サボタージュ取締全ロシア非常委員会、通称チェーカーである。チェーカーは1917年12月20日に創設された。当時、ウラジミール・レーニン率いるボリシェヴィキは十月革命を引き起こし、ロシア帝国の秘密警察オフラナへの対抗措置、ブルジョワジーへの闘争を目的に臨時組織としてチェーカーを設立した。チェーカーの初代議長はポーランド人であるフェリックス・ジェルジンスキーが議長を務め、設立当初はわずか23人の男性職員と1人の女性秘書がいるだけの小規模な組織だった。なお、設立された20日は、その後KGBでは職員の給料日となった。チェーカーには、家宅捜索、逮捕、処刑の権限が与えられ、1918年初頭から、反共産主義者を次々に逮捕・処刑し、同年8月のレーニン暗殺未遂を受けて、赤色テロを宣言した。この頃チェーカーの犠牲になった人数は、最低でも5万人、十月革命期間中の犠牲者の数は約20万人、革命終了後30万人以上が、処刑又は投獄時に落命した。
1921年には、ロシア内戦は収束しつつあり、チェーカーの不要論が出たため、1922年2月、チェーカーの廃止が発表された。チェーカーの機能は、NKVD(内務人民委員部)内のGPU(国家政治局)に移管され、権限は縮小された。しかし、まもなくレーニンはGPUにチェーカー時代と同等の権限（最長3年の流刑・投獄・処刑）を与えた。1923年7月、GPUはOGPU(合同国家政治保安部)に改称され、人民委員会議となった。1928年、ヨシフ・スターリンは、ソ連の工業化と農業の集団化を行い、OGPUは農民から穀物を徴発するなどの弾圧行為に加担した。1932年には、OGPUは、NKVD管轄の一般警察部門を吸収し、1934年7月10日、OGPUは、GUGB(国家保安総局)に改称され、NKVDに包含された。
組織は変わっても、GUGBは引き続き市民への弾圧を行い、スターリンの大粛清にも関与した。大粛清時代には、NKVDのトップであるゲンリフ・ヤゴーダですら逮捕され、銃殺(1938年)されるなど、NKVDの職員であっても安穏とできない状況であった。ヤゴーダ銃殺後、ニコライ・エジョフがNKVD長官に就任し、ソ連軍の粛清を行ったものの、彼も逮捕され銃殺された。1938年12月、後任のNKVD長官にはラヴレンチー・ベリヤが就任した。1943年5月15日には、NKVDの保安部門のNKGB（国家保安人民委員部）が分離独立した。NKGBの長官には、ベリヤの子飼いフセヴォロド・メルクーロフを任命し、ベリヤは、NKVDとNKGB両方の権限を事実上掌握した。1946年3月、NKGBは国家保安省(MGB)となり、NKVDは内務省(MVD)となった、
1953年3月5日、スターリンが死去し、後継者にはベリヤが有力視されていた。だが、ベリヤに対しては反発の声が大きく、ニキータ・フルシチョフらは、軍部と結託の上で、反乱をおこし、ベリヤを逮捕し処刑した。
ベリヤ処刑後の1954年3月13日にMGBは、KGB(国家保安委員会)となった。1956年2月、第20回党大会にて、フルシチョフは、スターリン政権下で行われたNKVDによる犯罪を暴露したが、KGBの威信失墜につながる恐れがあったが、フルシチョフはKGBを信頼し、大粛清はスターリンに隷従した一部の愚者の仕業であることと、チェキスト(チェーカーの職員)はスターリン体制の犠牲者であることなどを強調し、威信失墜を回避した。KGBを持ち上げたフルシチョフであったが、KGBはフルシチョフの失脚に関与する。
1985年、ミハイル・ゴルバチョフが書記長に就任し、彼はペレストロイカとグラスノスチを推進した。ペレストロイカについては、ゴルバチョフ自身がKGBの庇護を受けていたため、KGBにはメスを入れなかった。グラスノスチを受けて、KGBは現役の職員がテレビのインタビュー番組に出演し、オープン且つ真摯に答えるなどした。また、同じくKGBの現役職員をソ連の大学に派遣し、大学生からの質問にも答えるようにした。
1991年8月、KGB議長のウラジーミル・クリュチコフが反ゴルバチョフのクーデターに加わり、クリュチコフは、クーデター参画にあたり、休暇中の全KGB職員を呼び戻し、警戒態勢を取らせたが、クーデターは失敗に終わった（ソ連8月クーデター ）。クリュチコフは国家反逆罪として逮捕されたが、1994年には恩赦によって釈放された。KGBのクーデター参画により、ゴルバチョフは、KGBをソ連国防省の管轄下に置き、KGB議長に任命されたワジム・バカーチンはKGBを解体した。KGBは解体されたものの、消滅したわけではなく、ソ連崩壊後のロシアでは、後継組織として、対外諜報活動を担当するKGB第1総局はSVR（ロシア対外情報庁）、要人警護を担当する第9局はFSO（ロシア連邦警護庁）、それ以外の組織はFSB（ロシア連邦保安庁）へと継承された。ソ連崩壊時点で、KGBの文書は1000万件にも上り、一部が公開されるなどされたが、2001年、ウラジミール・プーチン大統領は、国家機密の保護を名目として、非公開としてしまった。

## 組織

### 本部

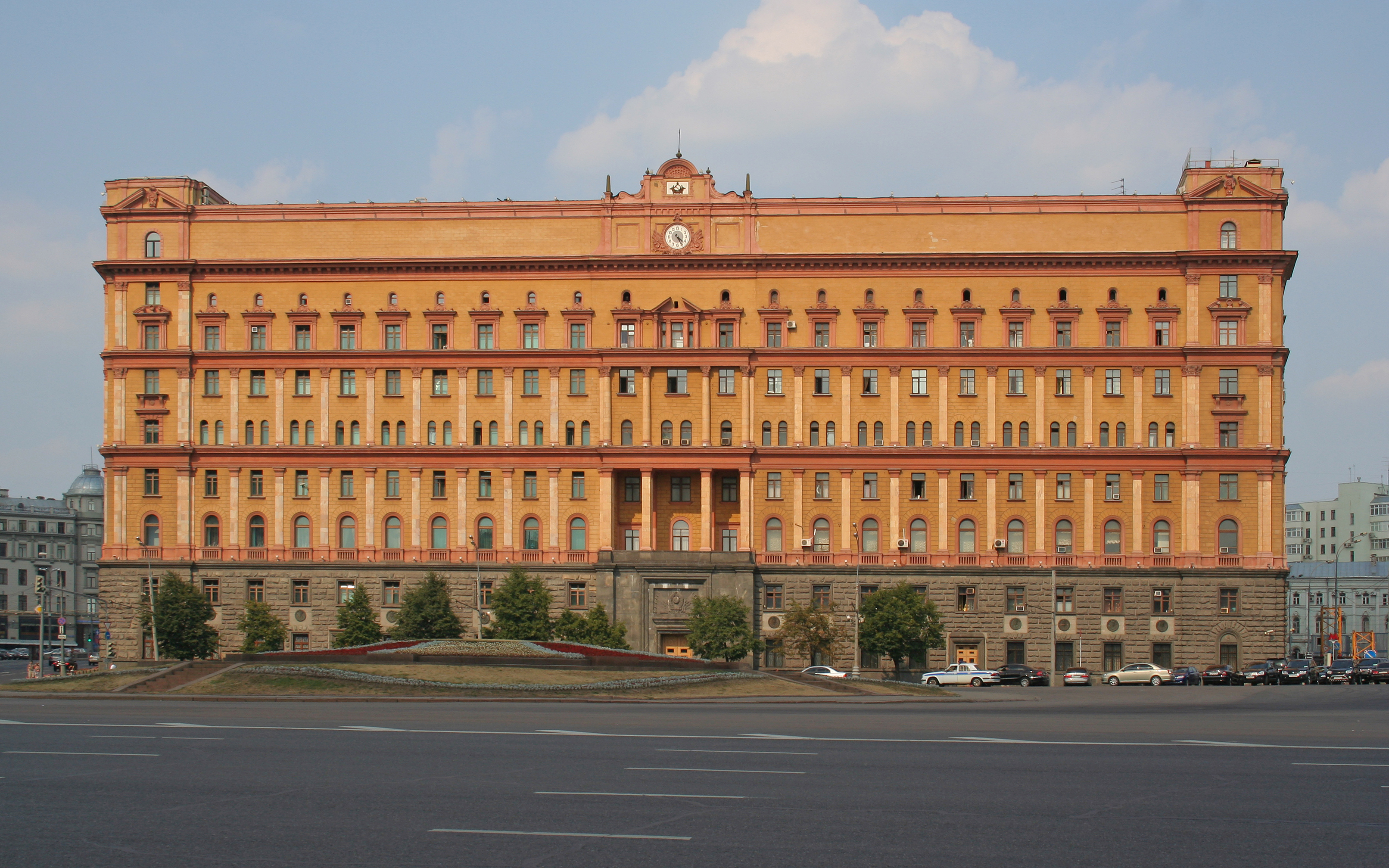
KGB本部。通称ルビャンカと呼ばれた。

KGBの本部はモスクワのルビャンカ通り2番地にあった 。当時は通称、「ルビャンカ」や「ドーム・ドヴァ（二番館）」と呼ばれた。現在は後継組織のFSBの庁舎となっている。第1総局のみ、モスクワ郊外のヤスネヴォ地区にあり、こちらも後継組織であるSVRが使用している。KGB本部の建物（ルビャンカ通りの方）は、チェーカー時代は、ロシア保険会社という会社が使用していたのを接収し、第二次世界大戦後は、9階建ての別館をドイツ軍捕虜と政治犯を動員して作らせた  。KGB本部の建物には、通称ルビャンカ監獄という刑務所や拷問室も備えていた  。本部の警備は非常に厳重で、8 m間隔で衛兵が配置されており、入館にあたっては必ず入館許可証のチェックを受けなければならなかった。

### ジェルジンスキーへの扱い
チェーカーの初代長官フェリックス・ジェルジンスキーの死後、第二次世界大戦後には、ジェルジンスキーは忌避の対象となった。1961年になると非スターリン化が進み、KGBの前身機関が残虐行為にかかわったという事実を無視して、ジェルジンスキーは崇拝の対象となった。
KGB本部前のルビャンカ広場には、ジェルジンスキーの銅像が建設されており、ジェルジンスキーへの信仰はソ連末期時点でも行われていた。1991年8月のクーデター後、同月21日にジェルジンスキーの像は引き倒されたが、KGB本部内には、ジェルジンスキーの胸像があり、ソ連崩壊直後も崇拝の対象となっていた。

### 人員数
人員数については、1962年時点でのアメリカ合衆国国務省の推定で、約30万人。1973年時点での西側諜報機関の推定で、約50万人。1980年代で、約50万人から60万人。これにKGBへの協力者を含めると100万人以上又は約160万人となっている 。ソ連末期で国境警備を含まないKGBの職員数は50万人前後などとなっており（国境警備兵は約20万人から40万人のため、合計すると70万人から90万人）、年代や文献によってばらつきがある。

### 組織構成
KGBは、名目上はソビエト連邦閣僚会議の指揮下にあるが、実質はソ連共産党政治局の意思決定に従う 。組織上、任務内容がGRUと重複する部分があるが、基本的には両組織が協調し、意見が分かれた場合にはKGBの意思決定が優先される。
| 組織名         | 任務・職責 |
| -------------- | --- |
| 第1総局        | 海外諜報活動を担当する。GRUの職責範囲内の任務については対象外となっている。この組織のみ、本部はモスクワではなく、モスクワ郊外のヤーセニェーポに位置する。この第1総局の職員は、海外勤務が可能であり、語学に堪能で高学歴な者が多いことから、エリートとみなされていた。訓練学校に、アンドロポフ学院が存在する。詳細は別表にて記載する |
| 第2総局        | ソ連内の防諜活動を担当する。詳細は別表にて記載する。 |
| 第3総局        | ソ連軍の防諜活動を行う。GRUを監視下に置き、更にはGRU職員の逮捕権限を持つ。 |
| 第4局          | 運輸の防諜活動を行う。ソ連の航空会社を通じて外国にいるソ連人の監視を行う。 |
| 第5総局        | 1969年設立。反体制派の取り締まり並びに弾圧を行う。場合によってはロボトミー手術を行うこともある。詳細は別表にて記載する。 |
| 第6局          | 経済の防諜活動を行う。ペレストロイカ後、西側企業との合弁会社が許可されたため、同局がソ連企業に対して、防諜対策を講じるよう通達を出した。 |
| 第7局          | 監視本部とも呼ばれる。外国人・ソ連市民の監視全般を行う。ソ連大使館の監視や、KGB職員の監視活動の教育訓練も任務。 |
| 第8総局        | 外国からの通信の傍受並びに暗号解読を行う。また、KGB側の暗号強度の強化も行う。 |
| 第9局          | ソ連共産党政治局局員や党の高級幹部の警護を行う。警護対象者の近辺で拳銃の携帯が許可されるため、信用された職員しか任命されない。1人の警護対象者(党の高級幹部)に対して、100人のKGB職員が警護にあたる。 |
| 第10部         | KGB全組織の文書を整理し、索引を作成する。 |
| 第12部         | 盗聴を担当。 |
| 第13部         | 特殊任務局と呼ばれ、破壊工作と暗殺を行う。 |
| 第15総局       | 有事の際の避難場所としての特殊地下鉄の建設・管理を行う |
| 第16局         | シギントによる諜報活動を行う。 |
| 作戦技術局     | 通信装置以外の科学装置を開発する。例としては相手を無力化させる化学薬品、自然死に見せかける毒薬の開発を行う |
| OP局           | 組織犯罪対策を担当する |
| 国境警備軍総局 | その名の通り、国境警備を行う。兵力は30万～40万人。陸海軍からなり、最新鋭の装備で武装。外敵からの防衛よりはソ連からの脱出者の警備に重点を置いている。また、国境という地の利を生かし、国境と面する外国の軍事力の情報収集も行う。 |
| 政府通信局     | ソ連政府機関の使用する電話及び無線機能の維持にあたる。 |
| 捜査部         | KGB、GRU内の職員が外国の諜報機関の者でないかの内偵調査を担当 |
| 保安警備部     | KGB本部の警備を担当する。この保安警備部の職員は、KGB職員が本部に入る場合、たとえ見知った職員であったとしても必ず身分証をチェックする。 |
| 総務監理部     | その名の通り総務が職責。KGBらしい活動は行っていない。 |
| 特殊部隊       | いわゆるスペツナズとして知られるアルファ部隊の部門 |
| 人事管理部     | KGB職員の新規採用、査定、人事配置の調整を行う。 |
| 活動経験照合部 | 国内外で実行された諜報活動の評価。場合によっては文書化され、高級幹部へ配布される。 |
| 財政局         | KGB職員の給与管理。 |

| 組織名 | 任務・職責 |
| ------ | --- |
| S局    | 第1総局でも最大の組織。非合法工作員の養成・管理を行う。                                                                         |
| T局    | 科学技術情報の収集（窃取）。職務の性質上、表向きは科学者や技術者を装う。この局の職員はラインXと呼ばれる。                       |
| K局    | 外国の情報機関又は警察機構への浸透を行う。この局の職員はラインKRと呼ばれる。                                                    |
| A局    | 偽情報の流布、外国のマスコミの扇動、文書の偽造などの積極工作を行う。最も優秀な職員がアサインされる。                            |
| R局    | KGBの海外における作戦の分析と計画を行う。                                                                                       |
| V局    | 執行活動局とも呼ばれる。標的の暗殺や破壊活動を行う。                                                                            |
| I局    | 1969年設立。設計分析局と言い、過去の諜報活動の分析を行う                                                                        |
| OT局   | 技術工作及び支援を行う |
| 第1部  | この第1部から第10部、第17部から第18部は世界の国別に諜報活動を担当する。第1部の担当地域はアメリカ、カナダ                        |
| 第2部  | 担当地域は中南米 |
| 第3部  | 担当地域はイギリス、オーストラリア、ニュージーランド、スカンジナビア                                                            |
| 第4部  | 担当地域は西ドイツ、オーストリア                                                                                                |
| 第5部  | 担当地域はフランス、イタリア、スペイン、オランダ、ベルギー、ルクセンブルク、アイルランド                                        |
| 第6部  | 担当地域は中国、ベトナム、北朝鮮、カンボジア                                                                                    |
| 第7部  | 担当地域は日本、インドネシア、フィリピン、タイ、シンガポール                                                                    |
| 第8部  | 担当地域はアラブ諸国、トルコ、ギリシャ、イラン、アフガニスタン、アルバニア、ユーゴスラビア                                      |
| 第9部  | 担当地域はアフリカ諸国(フランス語圏)、アフリカ諸国(英語圏)を第9部とする文献もある。                                             |
| 第10部 | 担当地域はアフリカ諸国(英語圏)、アフリカ諸国(フランス語圏)を第10部とする文献もある。                                            |
| 第11部 | ソ連衛星国との情報機関との通信や情報伝達                                                                                        |
| 第12部 | ソ連圏の情報機関の技術者の訓練とKGBのエージェントの訓練                                                                         |
| 第13部 | 国外のスパイ網の暗号制定と通信を担当、暗号解読も担当している。                                                                  |
| 第14部 | 秘密作戦用の道具の開発と供給、偽造パスポートも制作している。                                                                    |
| 第15部 | 第1総局の文書保管 |
| 第16部 | 本部署は、文献により職責が異なっている。詳細不明とする文献、西側の通信傍受を任務とする文献、第1総局の人事を担当する文献がある。 |
| 第17部 | 担当地域はインド、パキスタン、バングラディシュ、スリランカ。                                                                    |
| 第18部 | 担当地域は中東のアラブ諸国とエジプト                                                                                            |
| 第19部 | 移民を担当する部門 |
| 第20部 | 1979年設立、開発途上国との接触を行う。                                                                                          |

| 組織名           | 任務・職責 |
| ---------------- | --- |
| 第1部            | 第1部から第6部までは担当区域が決められている。第1部は、アメリカ・中南米担当。 |
| 第2部            | イギリス(カナダ含む)。 |
| 第3部            | 西ドイツ、オーストリア、北欧諸国。 |
| 第4部            | その他西欧諸国 |
| 第5部            | 先進国で非ヨーロッパ諸国 |
| 第6部            | 後進国で非ヨーロッパ諸国 |
| 第7部            | 第2総局で最大の部。1970年代時点で100名の職員、1600名の協力者がいた。ソ連に来た外国人観光客の監視を主任務とする。傘下に更に6つの班があり、第1班はアメリカ、イギリス、カナダからの旅行者を担当。第2班は第1班以外の国の外国人旅行者を担当。第3班は外国人が利用するホテルやレストランを担当。第4班は、ソ連国内の旅行の手配や便宜を担当。第5班は、旅行客とソ連人の旅行計画外の接触の監視を担当。第6班はモーテル、ガソリンスタンド、キャンプ場など、旅行者が立ち寄る場所に対しての監視員配置を担当。 |
| 第8部            | 第2総局の資料情報の管理 |
| 第9部            | 外国人学生の監視と登用を担当 |
| 第10部           | ソ連駐在の外国人記者の監視並びに買収を担当 |
| 第11部           | ソ連市民の海外旅行の許認可並びに国外逃亡の可能性有無の調査。 |
| 第12部           | 国営企業の汚職事件の調査を担当 |
| 政治保安部       | ソ連市民の日常生活の監視を担当 |
| 技術支援グループ | ソ連内の個人宅捜査の技術支援を行う(錠前の開錠など) |
| 産業保安部       | ソ連内の重要産業や研究所の監視 |

| 組織名     | 任務・職責                                                         |
| ---------- | ------------------------------------------------------------------ |
| 第5処      | ソ連内の宗教信仰の取り締まり                                       |
| 第6処      | 少数民族の取り締まり                                               |
| 第7処      | ソ連外に親戚がいるソ連人とソ連訪問中の外国籍のロシア人の監視       |
| 第8処      | 輸入書物の審査、外国へ亡命したソ連人作家の出版物の流入防止         |
| 第9処      | ソ連で異端とした作家の迫害、不許可の出版物の押収                   |
| ユダヤ人部 | ソ連内のユダヤ人を取り締まりやイスラエルの出国希望者への妨害を行う |

## 歴代KGB議長
| 代 | 写真 | 氏名                           | 在任期間              |
| -- | ---- | ------------------------------ | --------------------- |
| 1  |      | イワン・セーロフ               | 1954年-1958年         |
| 2  |      | アレクサンドル・シェレーピン   | 1958年-1961年         |
| 3  |      | ウラジーミル・セミチャストヌイ | 1961年-1967年         |
| 4  |      | ユーリ・アンドロポフ           | 1967年-1982年         |
| 5  |      | ヴィタリー・フェドルチュク     | 1982年3月-1982年12月  |
| 6  |      | ヴィクトル・チェブリコフ       | 1982年-1988年         |
| 7  |      | ウラジーミル・クリュチコフ     | 1988年-1991年         |
| 8  |      | ワジム・バカーチン             | 1991年8月～1991年12月 |

## 工作活動の手法並びに用語

### 積極工作
積極工作とは、外国の世論を、ソ連寄りにするための工作を行うもの。例えば、アメリカとその同盟国の（真偽問わず）陰謀を暴露し、反米感情を煽り、ソ連に有利な世論を形成する。偽情報を流すのも、積極工作に含まれる。この積極工作は、KGB第1総局が担当し、KGB職員の中でも特に優秀な者が担当する。レフチェンコ事件として有名なスタニスラフ・レフチェンコも、積極工作のために来日していた 。レフチェンコが当時、積極工作をしていた狙いは、日米・日中の関係が進展することを防止し、ソ連の関係が改善されるようにすることであった 。積極工作はソ連末期に積極工作の専門課程の設立が行われ、現在のSVRやFSBへと引き継がれている。
この積極工作は、外国で行う場合、現地国の協力者がいた。協力者は、4つの区分に分類され、1つはエージェントと言い、これはKGBの完全な支配下にありKGBから金銭などの報酬を得て工作活動を行う者 。2つめは信頼できる人物と言い、この区分の大部分の者は、KGBに協力していることを知りながら、赴任国の政財界、マスコミ、学界に影響を及ぼすことができる者 。3つめは友好的な人物と言い、この区分は、KGBの協力者ではないが、表向きはビジネスマンを装うKGBと友人関係にある者 。4つ目が脈のある人物と言い、KGBが対象に接触した際に、KGB側に引き込むことができると判断した者に分類される。

### 合法工作員並びに非合法工作員
KGBがKGB職員を外国へ送り込む際に合法工作員か非合法工作員として外国へ送り込む。これはKGB設立時に考案されたものではなく、チェーカー成立後には見られた手法である。合法工作員というのは、外国に赴任するKGB職員に、表向きの肩書を与えて工作活動を行う工作員である。合法という名称ではあるが、当該国で法律の範囲内で工作活動を行うということではなく、万が一諜報活動が発覚しても、諜報活動によって逮捕・起訴されることは無いが、ペルソナ・ノン・グラータとして国外追放される点で合法ということである。
非合法工作員は、国籍や身分を偽装して、外国へ送り込む方法である。外国への入国方法は、偽装パスポートや、車のトランクに紛れ込んでの密入国、ソ連軍の潜水艦による入国や、中にはルドルフ・アベルのように、カナダに入国後、しばらくそこで暮らし信頼を得てからアメリカに入国する者もいた 。非合法工作員は、外国入国時点で、パスポート、国籍、身分が偽装されており、この点で非合法ということであり、ソ連市民としての外交保護を受けることはできない。非合法工作員は国籍も偽装するため、外見も現地国に近い者が選出され、現地国の言語に精通している者が適任とされる。彼らは、現地国で堅気の生活を送り、その後、現地国で情報収集と工作員のスカウトを行い、彼らを使って諜報活動を行う。なお、偽名については、万が一本名で呼ばれて、反応してしまった場合を想定し、頭文字は本名と同じにし、本名と似たような名前にすることとされた。
このように合法工作員であれ、非合法工作員であれ、身元を偽っているため、外国に赴任又は在住しているソ連市民にはKGBが多数紛れており、レフチェンコは、自身が日本にいた頃(1970年代後半)を例に、2人に1人のソ連市民がKGB又はGRUと考えても差し支えないと述べている。在外ソ連大使館の職員では5人に2人がKGB又はGRUという文献もある。1966年時点での在デンマークソ連大使館では、20人中14名がKGB又はGRUだったとする文献もある。

### ソ連国内の防諜工作
KGB第2総局が行う。ソ連にて勤務する外国人ビジネスマンや、外国の外交官、外国からの旅行者への工作活動を行う。具体的には、外交官であれば大使館に盗聴器を仕掛け、監視を行い（時には外交官の靴に盗聴器を仕掛けることもある）、外国人記者で、ソ連寄りの記事を書く記者は優遇し、その逆の記者に対しては、妨害活動を行うなどする   。
在ソ連の外国大使館には、必ずと言っていいほど盗聴器が仕掛けられており、在ソ連のアメリカ大使館は1960年までに、100個の盗聴器を発見したという  。
この第2総局では、外国人旅行客を標的とする第7部が最大の組織である。KGBは、ソ連に入国した外国人旅行者の身元を徹底的に調べ上げる。調査内容は結婚歴、会社員であれば、会社での地位や昇進見込み、職種などを徹底的に洗い出される。特に旅行者が、軍事産業関連の技術者であれば、KGB側は有用と判断し、様々な手を尽くす。手口としては、旅行者が、宿泊ホテルに向かうと、ホテル側（KGBの協力者）は、手違いにより予約を受けていないと旅行者に説明し、お詫びにスイートルームをその旅行者に用意する。用意したホテルの部屋には盗聴器、隠しカメラが実装されている。そして、KGBは、魅力的な異性を旅行者に当てがい、性行為に励んでいる様子を隠しカメラで収める。隠しカメラは高性能なもので、暗闇にしていたとしても明瞭に撮影される。後は隠しカメラで撮影した写真を旅行者に突き付け、KGBへの協力を要請する。
手法は上記以外にも、魅力的な女性との密会を楽しんでいる際に、その女性の夫（と称する人物）が怒鳴り込んで来る方法や、人気のない道路で女性と楽しんでいる際に、女性が突然服を破いて、警察を呼び、警察（のふりをしたKGB）が駆けつける手法もある 。これらの工作を務める魅力的な男女は、ソ連の俳優か、第2総局で養成した者である。前者は、ソ連映画やテレビドラマで良い役をオファーするか、多少の自由を報酬としてあてがった。後者については、売春婦などではなく、中には処女（童貞）の者もおり、工作活動のために、KGBで性行為のテクニックを訓練される。この工作手法は、成功率が高かったが、フリーセックスの風潮を肯定していた外交官には通用しなかった。また、インドネシアの大統領スカルノもこの被害に遭ったが、女好きで有名だったスカルノには通用しなかった。このように対象者の弱みを握ってソ連側に引き込む工作をコンプロマットという。
旅行の監視について補足すると、ソ連の旅行は、インツーリストによって、旅行コースが予め決められており、ソ連のガイドと通訳が同行する。彼らは、KGBの協力者であり、旅行者は間接的にKGBの監視下に置かれている。ガイド係と通訳は、旅行者の些細な逸脱行為であっても、KGBへの報告義務がある。このような監視下にあるため、不埒な旅行者は、薬物によって静かにさせられることもある（殺害はしない）。個人の自動車によるソ連の旅行は、表向きは、宿泊施設が手配できないという理由で断る（実際は監視ができなくなるため）。しかし、たとえ旅行者が自動車で移動したとしても、ガソリンスタンドなどには監視の協力者を配置している。かなり稀な手法であるが、有用な旅行者に対しては、食事に薬物を混入し、昏倒させる。そして、昏倒中にKGBは、宿泊先のホテルで対象者の荷物を荒らすという手段を取る。ある旅行者は、ガイド係に辛い料理（当然薬物入り）を勧められたが、胃の調子が悪いと頑なに断ったものの、ガイド係は、その旅行者をコレラの疑いありとして、入院させ、KGBはその旅行者の衣服や所持品を漁るということもあった。

### 暗殺
暗殺の古い代表例としては、KGBの前身組織NKVD時代において、レフ・トロツキーの暗殺があった。しかし、ユーリ・アンドロポフがKGB議長になってからは、KGBによる暗殺は下火になる。これは決して融和政策を取ったわけではなく、KGB本部が暗殺を命令しても、暗殺者は標的に同情し、暗殺を実行しなかったり、現地国の警察に駆け込んだり、西側への亡命を図るなど効果が上がらなかったためである。KGBが直接暗殺を行うことはほぼ無くなったものの、ソ連以外の外国人に暗殺を依頼することはあった。暗殺の手段として、KGBでは毒薬を極秘に研究しており、毒殺が用いられることもあるが、フルシチョフ失脚時、レオニード・ブレジネフは、ウラジーミル・セミチャストヌイKGB議長に対して、「毒物を使ったほうが早い」と呟いたとされ、毒殺は公然の秘密であった。KGBが直接手を下した例外としては、アフガニスタンにおけるハフィーズッラー・アミーンの暗殺がある 。

### 精神病院への強制入院
表向きはKGBの病院ではないが、実質KGBが運営する精神病院があり、反体制派や、反共産主義者は、精神病院へと入院させられ、「治療」を受ける   。治療方法については、入院後に医師から「君の病気は他の人と考え方が違う。」と諭され、それでも頑強に抵抗するようであれば、薬物による治療が行われる。薬物には、抑うつ状態やショック状態を引き起こす薬物が投与される。反体制派全員が精神病院に入院させられるわけではなく、アンドレイ・サハロフなど、ソ連に貢献した者はさすがに入院措置は取られなかった  。

## KGB職員の採用並びに待遇など

### 採用について
まず、前提として、ユダヤ人はKGBの職員にはなることはできない。KGBは、ユダヤ人を全く採用しないというわけではないが、1960年代から1970年代でのユダヤ人の採用人数はたったの2人である。
KGBの職員は、志願制ではなく、KGB本部からのスカウト方式となっている。第1段階として、KGB側が、ソ連共産党の党員名簿や、コムソモールの名簿から、採用候補者の身上調査書を作成する。この時点で素行が悪い者や、ソ連に対しての忠誠心が疑われる者は落とされる。身上調査書を、ソ連共産党中央委員会へと提出し、採用可能な人物リストをKGBに返却し、更にKGB側でも再度ふるいにかける。これにより、KGBは採用候補者に監視並びに接触を行う。KGB側は、大学などで採用候補者に、KGBであることを隠して接触し、信頼に足るべき人物であるかを確認する。こうして、採用候補者は知らず知らずのうちに、KGBの採用試験を受けていることになる。
採用試験に合格した候補者は、ある日、党中央委員会より党学校へと出頭するよう命令を受け、党学校へと入校する。候補者はマルクス・エンゲルス学校というところで、労働運動史とソ連共産党史を4か月間かけて学ぶ。その後、約1年間、レーニン技術学校で軍事訓練と諜報訓練を受ける。この時も候補者は、KGBの訓練を受けているということを知らされないが、さすがにこの段階になると、候補者も薄々気付くようになる。レーニン技術学校での訓練を無事修了すると、採用可否が決定し、この時にKGBへの入局が候補者に知らされる。

### 採用後の訓練
KGB本部が海外赴任に適したと判断した職員については更なる訓練が施される。KGB職員は、海外赴任時、外国の諜報機関又は警察機構に逮捕される可能性が高いため、（訓練とは知らずに）KGB職員は逮捕と拷問を受ける。拷問も、傷跡が残らない程度に痛めつけられるという。拷問が終わると、銃殺刑に処し、銃殺の際に空砲で撃たれ、この時に訓練であったことを知る。この逮捕・拷問訓練が実際にあったかについては、存在を疑う文献もある。
そして、海外赴任候補者は、海外を模した都市、通称・特務都市というところで、生活をする。特務都市には、アジア、欧州、北米、アフリカなど、ほぼ世界中の主要国を似せた特務都市がある。特務都市において、海外赴任候補者は、赴任先国の文化、街並み、生活習慣、一般常識や歴史を学び、当然ながら現地国の言語を習得する。外国語習得の一例として、英語圏の特務都市では、訓練期間は10年間となっており、その間で、英語で物事を考え、完璧な文法と発音を習得するとされる。ただ、この特務都市については、実在するかどうかについては疑義があり、レフチェンコは、特務都市で訓練を受けたことはないと証言している。外国で工作活動を行うKGB職員の語学レベルについても、全員がネイティブレベルであるかというと、必ずしもそうではなく、ロス五輪時には、KGBは五輪開催を妨害するため、KKK団を装って、脅迫文書をばらまいたものの、文書にはスラブ語系の話者に特有の文法上の誤りが見られ、KGBの仕業であることがすぐに見破られたため、必ずしもネイティブレベルにまで到達する者ばかりではないようである。

### 待遇並びに福利厚生

#### 給与について
基本給は階級に応じて支払われるが、上昇幅は低く、勤続年数も加味される。昇進し、管理職に昇格した場合は、給与は大幅に増額される。また、海外へ赴任するKGB職員は、本職のKGB職員としての給料と表向きの職業の給料がそれぞれ2分の1ずつ支払われる。レフチェンコは1978年時点で（日本赴任時）、毎月24万7千円の給与が支払われていたという。
外国語教育課程を修了した者は1言語につき毎月の給与が10 %増額され、2言語まで増額された。

#### 福利厚生について
KGBの職員は、ソ連の中では非常に恵まれていた。例えば、KGB本部の食堂のメニューは安価でありながら、非常に充実しており、上等な食事にありつけた。KGB本部の始業は午前9時であるが、食堂で食事を摂るために午前8時半には出社していた者もいた。また、ソ連各地の健康施設や、保養所を優先利用できる特典もあった。退役後も、KGB管轄の病院で、医療サービスを受けられた。
その他、KGB職員は、生活用品や住宅も比較的簡単に入手できた 。ただ、レフチェンコは、KGBの待遇はひどいと述べており、彼によるとKGBには退職金という制度は無いという。

## KGBがかかわった出来事
KGBが行った工作活動や、かかわった出来事については、数限りなくあるため、本節では、その一部を記載する。

### ハンガリー動乱

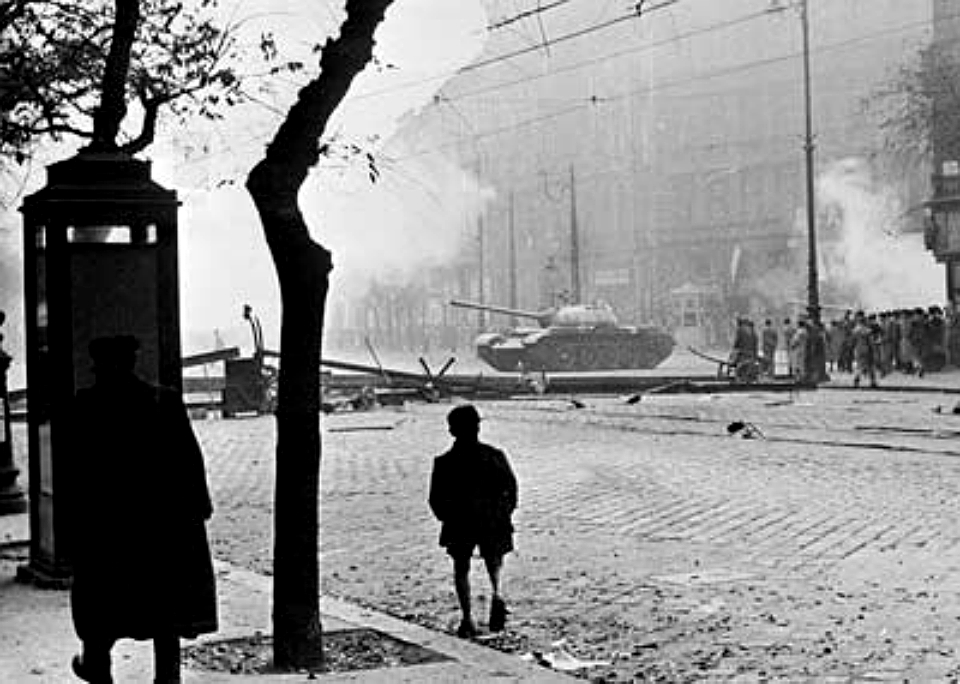
ハンガリー動乱において、武力制圧するソ連軍の戦車

1956年10月に起きたハンガリー動乱では、当時のKGB議長イワン・セーロフがハンガリーに赴き、暴動鎮圧に関して指示を出した。しかし、セーロフは、動乱に加担している者が、ファシストであると誤認していた（実際は農民や労働者が主体）。セーロフは、在ハンガリーの非合法工作員に対して、ソ連による武力介入が正当化できるように工作活動をせよと命じた。本動乱については、当時在ハンガリーのソ連大使館に勤務していたユーリ・アンドロポフによるところが大きく、彼はハンガリー動乱の指導者であるナジ・イムレをうまく懐柔し、欺瞞工作によって油断させ、KGBによる逮捕につながった。この動乱を目の当たりにしたアンドロポフは、ひとたび反乱が起きると、独裁体制も一瞬にして崩壊するということを学んだ。後にアンドロポフがKGB議長になった際には、ハンガリー動乱を教訓に、第5総局を設立した。

### ケネディ暗殺に関する陰謀論

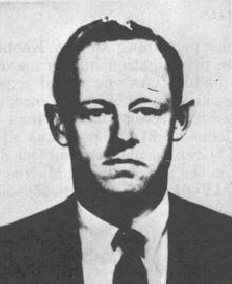
KGBによってケネディ暗殺の首謀者に仕立て上げられたエヴェレット・ハワード・ハント

ケネディ大統領暗殺事件自体には、KGBは関わっていないが、ケネディ暗殺に関して、KGBは陰謀論を唱えていた。KGBニューヨーク支部は、ケネディ暗殺直後の1964年に、左翼系出版社にケネディ暗殺陰謀論を記載した本を出版させた。本の内容は、暗殺の首謀者は極右の人種差別主義者であると記載してたが、ウォーレン報告が出版されたため、話題とならなかった。しかし、KGBは継続的にケネディ暗殺の陰謀を唱えており、マーク・レーンに金銭援助を行い、「ケネディ暗殺の謎―オズワルド弁護人の反証」というタイトルの本を出版させた。この本は1966年、1967年にベストセラーとなった。1972年のウォーターゲート事件時は、KGBはウォーターゲート事件にかかわったエヴェレット・ハワード・ハントをケネディ暗殺の首謀者に仕立てる偽装工作を行った。

### プラハの春

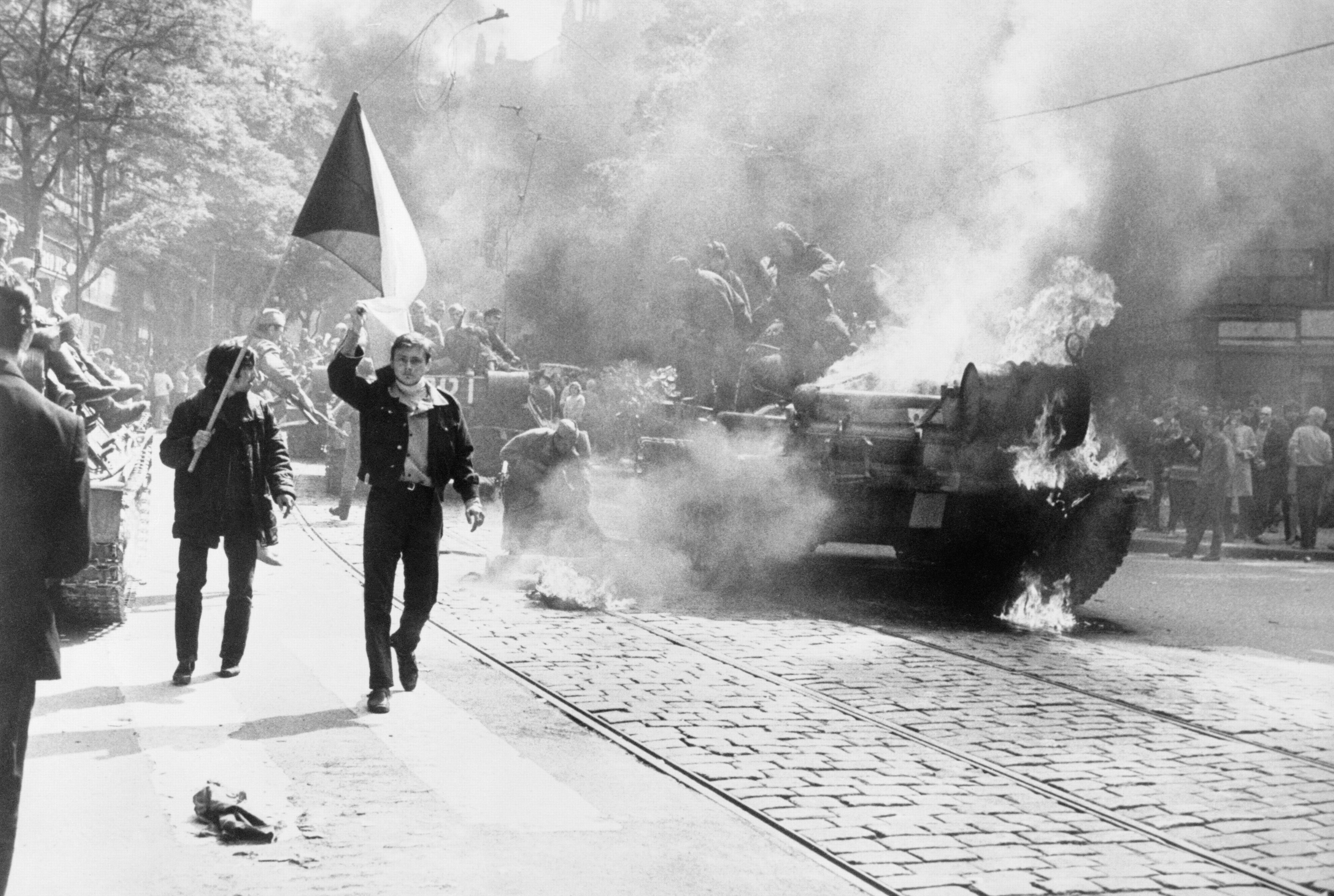
プラハにおいて炎上するソ連軍戦車

1968年、プラハで民主化を求める動きが起きる（プラハの春）。KGBは、プラハのこの動きを潰すためにプログレス作戦を起こす。KGBは、西側諸国のパスポートを持つ20名又は30名の非合法工作員を選出し、同年3月、彼らを西側の旅行者としてチェコスロヴァキアに送り込んだ。彼ら非合法工作員は、チェコスロヴァキアの改革派の団体に潜り込み、団体の信頼を貶める積極工作を行った。非合法工作員は、チェコスロヴァキア国内に、共産主義打倒を呼びかけるポスターや、ワルシャワ条約機構軍の撤退を要求したポスターを、各地に貼り付けた。KGBは、1968年7月半ばまでに、チェコスロヴァキア国内の右翼の過激派が武力による革命を行うという偽情報を流した。
ソ連の新聞「プラウダ」は、「西ドイツとチェコスロヴァキアの国境沿いに、アメリカ製の武器庫が発見され、アメリカがチェコスロヴァキア政府打倒を行っている」と大々的に報道した。しかし、チェコスロヴァキア政府は、これを欺瞞工作であると看破した。武器庫には、MADE IN USAと記載された箱があったものの、旧式の武器（第二次世界大戦時の武器）ばかりで、ソ連製の武器も混じっていた。このような工作を行ったものの、結局ソ連はプラハに武力介入し、民主化の動きを鎮圧した。KGBの武装部隊も、軍事侵攻に参加したが、彼らは成果を挙げられなかった。プラハへの強引な武力介入は、ソ連でも反発があり、抗議活動が起きていたが、KGBはこの運動を鎮圧した。

### ハフィーズッラー・アミーン暗殺
1978年4月、アフガニスタンでクーデターが起こり、親ソ連派のヌール・ムハンマド・タラキーが政権を掌握する（四月革命）。しかし、タラキーは、ハフィーズッラー・アミーンによって殺害されてしまう。アミーンが権力の座を掌握し、ソ連は表向き祝福したが、アフガニスタン情勢が不安定になることが考えられたため、ソ連はアミーンの暗殺を決定する。GBはアミーンを暗殺するにあたり、アミーンの食事に毒薬を混ぜたが、アミーンは日頃から毒殺を警戒しており、毒殺は失敗した。
毒殺による暗殺は失敗したため、今度は武力介入によってアミーン暗殺を行うことになった。1979年12月27日、KGBの特殊部隊（アルファ部隊）がアミーンの官邸を襲撃し、殺害した。彼ら特殊部隊は、目撃者を誰一人生かすなという命令をKGB本部から受けていたため、官邸にいた者たちを殺害した。

### U-2撃墜事件

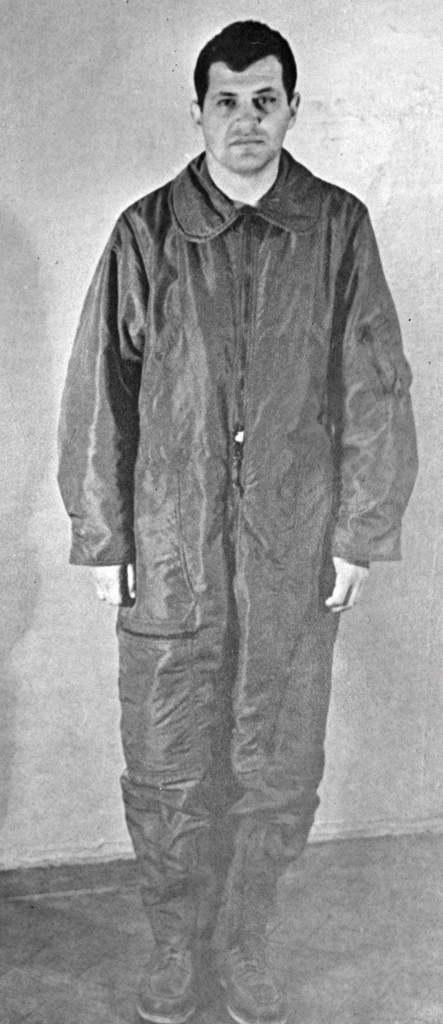
ソ連に拘束されたゲーリー

フルシチョフは、アメリカによるソ連領の偵察飛行に悩まされていた。彼は、KGBに対して、偵察飛行の阻止を命じる。フルシチョフからの命令を受けたKGBであったが、U-2は超高高度を飛行し、当時のソ連の戦闘機では、U-2の高度には到達できなかった。どのようにして、偵察機の飛行を妨害するかを検討した結果、KGBは、カブールのソ連大使館のKGB職員に、ソ連で戦闘機操縦訓練を受けたことがある現地のアフガニスタン人に工作を命じる。KGBは、工作員（前述のアフガニスタン人）を、在パキスタンのアメリカ軍基地に忍び込みませて、U-2の高度計の右側ねじを、強い磁性を帯びたねじに取り換えさせた。これにより、いざ偵察飛行をするとねじの磁性によって、高度計の針が右側に触れる。つまり、実際の高度よりもかなり高い高度が高度計に表示されることになる。
U-2のパイロット、フランシス・ゲーリー・パワーズは、高度計にそのような細工を施されているとは知らず、ソ連の戦闘機から追跡されない高度を飛行していると誤認し、1960年5月1日、ゲーリー操縦するU-2は、ソ連戦闘機によって撃墜されてしまった。ゲーリー・パワーズはKGBのルビャンカ監獄に収監され、1962年にKGBの非合法工作員ルドルフ・アベルと交換された。

### フェアウェル文書
1981年春、フランスのDSTに、ある文書が送付される。文書には「フランスに役立つ用意がある」という内容と、差出人の名前がフルネームで記されており、彼はDST側では、フェアウェルという暗号名で呼ばれていた。フェアウェルは、海外に駐在するKGB職員と西側でソ連のために働くエージェントの名前を把握していた。フェアウェルからはKGBの機密文書が、1981年春から1982年秋まで送られてきた。フェアウェルが送り付けた文書はいずれも最高機密と印字されていた。このフェアウェル文書の情報を元に、フランス政府は、1983年4月、在フランスのソ連大使館外交官47名を国外追放した。彼らは全員がKGBかGRUの職員であった。1983年12月には、外国のスパイと密通していたフランスの技術者を逮捕した。DSTは西ドイツにもフェアウェル文書の情報を提供し、1984年10月、西ドイツは兵器会社・メッサーシュミット・ベルコウ・ブロームの社員でありながら、KGBのエージェントの社員を機密漏洩によって逮捕した。
このフェアウェル文書での出来事については、フェアウェル さらば、哀しみのスパイというタイトルで映画化されている。
フェアウェルの正体については、KGBのウラジーミル・ヴェトロフ中佐とされ、彼は殺人罪によって、1982年2月に逮捕され、銃殺された。

### レフチェンコ事件並びに日本とのかかわり

#### レフチェンコ事件
レフチェンコは、1975年2月に ノーヴォエ・ヴレーミャ記者の肩書で来日する（ノーヴォエ・ヴレーミャは現在のロシアの今日）。日本語が堪能であったが、実はKGB第1総局の職員で、東京のソ連大使館に勤務し、エージェントを通じ、記者の活動も並行して工作活動を行っていた。彼が行っていた工作活動は、日本がアメリカ、中国に接近することを阻止し、ソ連側に引き込むことであった。彼は1979年10月にアメリカに亡命した。亡命当時は「ソ連の記者がアメリカに亡命」と言う内容が小さく掲載されただけだったが、大きく報道されたのは1979年11月8日の事で、この時、レフチェンコがKGB職員であることが報道された。
1982年7月14日、レフチェンコは、アメリカ下院情報特別委員会にてKGBの対日工作について証言し、KGBと協力関係にある日本人がいると証言した。

#### 日本とのかかわり
レフチェンコは、日本をスパイ天国と呼び、KGBのような防諜機関もなく、工作活動が非常にしやすかったと述べている。レフチェンコは日本で尾行又は監視を警戒したが、その様子が無く、巧妙に尾行しているのかと疑ったが、本当に尾行されていなかった言うことを知る。レフチェンコが在日時に、尾行されたのは1、2回あったと思うと述べている。
また、レフチェンコは、日本人は危機意識が低く、KGBは、テレビや映画にでも出てくる存在と考えている節があると呆れていたが、それゆえに活動がしやすかったとしている。レフチェンコによると日本ではKGBは、東京、大阪、札幌市で活動をしていると述べている。
レフチェンコによると（彼も日本時代に聞いた話であるが）、1976年又は1977年、ある日本の化学プラントにソ連の技術代表団が訪れた。日本側の案内係は、商談の好機とみて、立ち入り不可の場所も案内して、ソ連の代表団にプラントの説明を行っていた。その時、代表団にはKGBのラインX（KGB第1総局所属で科学技術情報の収集を担当する）がおり、彼は工場内にプラントの工程が書かれた図面が貼り出されているのを見て、驚愕する。彼は代表団の同僚に、案内係を質問攻めにするよう依頼し、時間稼ぎを行った。ラインXの職員は、図面を書き写し、まんまとソ連に送ってしまった。この工作はかなりの成果を上げた。
KGBは日本側の情報を掴んでおり、根室市の市役所職員が、北方領土問題について、東京のソ連大使館に陳情に行った際に、ソ連大使館の職員は、初対面にもかかわらず、その根室市の市役所職員の名前を知っていたという。地理的に比較的近い北海道市民の情報が何らかの形で、ソ連のKGBに行き渡っていた。

### AIDSウィルス発生源の捏造工作
KGBは、AIDSウィルスの発生源をアメリカ発祥とする捏造工作を行った。1983年頃、アメリカのゲイコミュニティの間で、AIDSウィルスは、CIAが開発した生物兵器であるという噂が流れていた。KGBはその噂を利用した。1983年夏、インドのソ連寄りの新聞の記事に「AIDSウィルスはアメリカで遺伝子工学の実験で製造された」という記事が掲載され、1985年10月に、ソ連は自国の雑誌にこの記事の内容を掲載した。ソ連の雑誌には、東ドイツの生化学者が、AIDSウィルスは人工的に生み出されたものであるという証拠が掲載されていた（もちろん捏造）。この情報は、第三世界で浸透し、そして一部の西側のマスコミが飛びつき、AIDSウィルスアメリカ製造説は、1987年末までに、80か国で報道された。日本でも、「悪魔の遺伝子操作 : エイズは誰が何の目的でつくったのか」というタイトルの本が出版された。大成功を収めたAIDSウィルスアメリカ製造説であったが、1987年7月、ミハイル・ゴルバチョフが会見で、「我々は真実を伝えるべきである。真実以外のものは伝えるべきではない」と述べたため、AIDSウィルスの工作は下火となり、1992年、エフゲニー・プリマコフSVR長官が、AIDSウィルスアメリカ製造説がKGBによる工作であることを認めた。

### RYAN作戦
1981年、ロナルド・レーガンがアメリカ合衆国大統領に就任し、彼はソ連を敵視していた。当時のKGB議長ユーリ・アンドロポフは、アメリカが先制核攻撃を行う可能性があるとして、KGBとGRUと合同で大規模な情報収集を行うよう指令を出し、これがRYAN作戦として知られる。RYANは、ロシア語で核ミサイル攻撃を意味する単語の頭文字をとったもの。アンドロポフが権力の座につくと、RYAN作戦は一層推進された。RYAN作戦に基づいて、KGBは核戦争を予兆させる些細な情報を収集させた。NATO諸国に駐在するKGB職員は、駐在国の政府庁舎や軍事施設に何か変化があれば、直ちにモスクワへと報告することが義務付けられた。例としてロンドン駐在のKGB職員には、以下の4つの兆候を監視するよう命じられた。
1. 公務員及び軍隊の間での反ソ連感情の醸成の有無[284]
2. 巡航ミサイルの配置と移動について[284]
3. 非戦闘部隊と文民機関の動向(=非戦闘部隊に大きな動きがあれば戦争の可能性がある) [284]
4. 銀行、郵便局、畜産業の動向(=金融機関は核戦争になった場合、政府が全力を挙げて維持するであろう機能と思っていたため、畜産業は戦争突入に備えて家畜を冷凍肉にすると考えていたため) [284]

並行して、（ソ連からすると）危険人物であるレーガンの大統領二期目の当選を阻むため、レーガンの評判を落とす積極工作を行ったが、効果はなかった。
しかし、KGB職員は、政府のこの姿勢を大げさなものと捉えており、むしろ政府側に不安を抱いた。1984年終わりごろになると、RYAN作戦を提唱したアンドロポフをはじめとする指導者層が死去又は失脚したため、RYAN作戦は有名無実となり、こうして、キューバ危機以来の核戦争危機は消滅した。

### ミトロヒン文書
ミトロヒン文書とは、1984年に退職するまでKGBで文書管理を担当していたワシリー・ミトロヒンが、1992年にもたらしたKGBの極秘文書である。ミトロヒンは、1956年まではKGB職員として中東で勤務しており、スターリン批判後にKGBの運営体制を批判したため、現場の任務を解除され、KGB第1総局の文書管理担当となった。この時から、ミトロヒンはソ連に対して絶望するようになる。ミトロヒンは、1972年から退職する1984年まで、KGB第1総局の機密文書（約30万冊所蔵）を書き写していた。その分量は実に、手書きで10万ページにも及ぶという。ミトロヒン文書が重宝される理由としては、KGB職員は、許可を得ればKGB内の機密文書にアクセスできたが、このような申請は周囲にあらぬ疑いを抱かせるため、機密資料の閲覧は容易でなかった。また、ミトロヒン文書が網羅している時代の範囲と、地理的範囲が広いことも重宝されている理由の一つである。

## KGB出身の著名人
KGB出身者は、ソ連の一般人よりも国際情勢や国内の真の状態について通じていたため、ソ連崩壊後もロシアのエフゲニー・プリマコフ首相やウラジーミル・プーチン大統領をはじめ政界等で成功し、いわゆるシロヴィキの中核も構成している。
- エフゲニー・プリマコフ - 第1総局
- ウラジーミル・プーチン - 第1総局
- セルゲイ・イワノフ - 第1総局
- セルゲイ・レベジェフ - 第1総局
- アレクサンドル・コルジャコフ - 第9局
- セルゲイ・ステパーシン
- ニコライ・パトルシェフ - レニングラード支局
- ワシリー・ミトロヒン - ソ連崩壊後、膨大な機密文書（ミトロヒン文書）を持ってイギリスに亡命した文書管理官
- ヴィクトール・オレコフ - 第5局　反体制派の弾圧を担当していたが、『収容所群島』等の発禁処分を受けた反体制派の本に衝撃を受け、反体制派を支援するようになった。
- セルゲイ・チェメゾフ
- アレクサンドル・リトビネンコ - KGBからFSBにかけて勤務し、FSBの違法な活動を告発したのちにイギリスへ亡命。2006年、毒物によって暗殺される。

### 技術アカデミー卒業
KGB技術アカデミー卒業の著名人
- ユージン・カスペルスキー - 1987年卒業。コンピュータセキュリティ企業のカスペルスキーの創業者。